# Сунчани сат Хаџи Али-бегове џамије у Травнику
Сунчани сат Хаџи Али-Бегове џамије у Травнику (44° 13' 34" N, 17° 39' 36" Е) једини је стари сунчани сат за алатурка систем који је сачуван у БиХ, и на простору целе бивше Југославије. Осим њега, у БиХ постоји још и сунчани сат Хаџи Мемијине џамије у Мостару, али тај је конструисан за алафранка систем; оба су већ упоредо анализирана са математичкогеографског и астрономског становишта 
Сунчани сат Хаџи Али-бегове џамије различит је од савремених зидних сунчаних сатова: оријентација и графичко решење су стандардизовани, показивач је водоравни шиљак (ортогномон) а не шипка постављена у небеску осу (полос), очитавање дневних сати врши се према крају а не према правцу сенке, примарна им је верска, а не грађанска функција. Данас не оставља посебан утисак на пролазнике јер, засењен високим дрвећем, углавном „ћути”.

## Опште информације
Елементи травничког сунчаног сата
Егзактном анализом гномонске мреже и непосредном провером утврђено је да је сунчани сат тачно конструисан за географску ширину Травника и азимут зида који је једнак азимуту кибле Травника . Метални ортогномон (d = 12,5 cm) сачуван је на свом месту тако да је сунчани сат у функцији цело време постојања. Садржај је урезан на плочи од седре 106 x 82 x 8 cm (видљиви део 97 x 73 cm) која је уграђена у зид џамије. Гномонска мрежа је затворена у правоугли троугао чија је хоризонтална катета а = 65 cm, а вертикална b = 49,5 cm. Мрежу чине сатне линије за алатурка сатни систем, датумске линије (пројекције лукова небеских повратника и екватора), те линије за подневну и поподневну исламску молитву (подне намаз  и икиндија намаз) које су означене одговарајућим симболима. Линија за икиндију односи се на прву икиндију („прво поподне”), то јест, на икиндију чији се почетак одређује као тренутак када сенка гномона постигне дужину једнаку збиру дужина подневне сенке и висине гномона. Та се икиндија данас практикује у џамијама у БиХ. Часовне линије са стилизованим завршецима урезане су на сваких 15 минута. Урезане су прецизно и чисто, исто као и солстицијске хиперболе и икиндијска линија. Алатурка бројчаник чине источноарапске цифре 5-12. Проверено је: сенка ортогномона својим крајем тачно показује алатурка време, астрономске почетке годишњих доба, као и почетке подневне и поподневне исламске молитве.
Заштита травничког сунчаног сата
Конструисан за алатурка систем, са сложеном гномонском мрежом и другачијим, многима неразумљивим начином очитавања, уз то већи део године потпуно засењен околним дрвећем, сунчани сат је био запостављен све до 2005. године, када је  Хаџи Али-бегова џамија је  проглашена за национални споменик културе БиХ, а с њом и сунчани сат. У склопу заштите целог споменика, сат је ретуширан 2018. године у Земаљском музеју у Сарајеву, и враћен на исто место. 
Време постављања и конструктор
Сунчани сат је постављен на џамији која је саграђена 1866. године на месту у пожару страдале џамије Мехмед-паше Кукавице. Припада троугаоном типу („истанбулски тип”) старих сунчаних сатова каквих је двадесетак регистровано на џамијама у Истанбулу : сви су они постављени на југозападним зидовима (зидовима паралелним кибли) да би крај сенка на њима могао показивати почетке обе дневне исламске молитве.  По садржају и графичком решењу најсличнији је сунчаном сату Фатихове џамије у Истанбулу из 1771. године. Конструктор травничког сунчаног сата није познат: поуздано се само може рећи да је то био искусни гномониста, врхунски мајстор .